# Rankfotingar

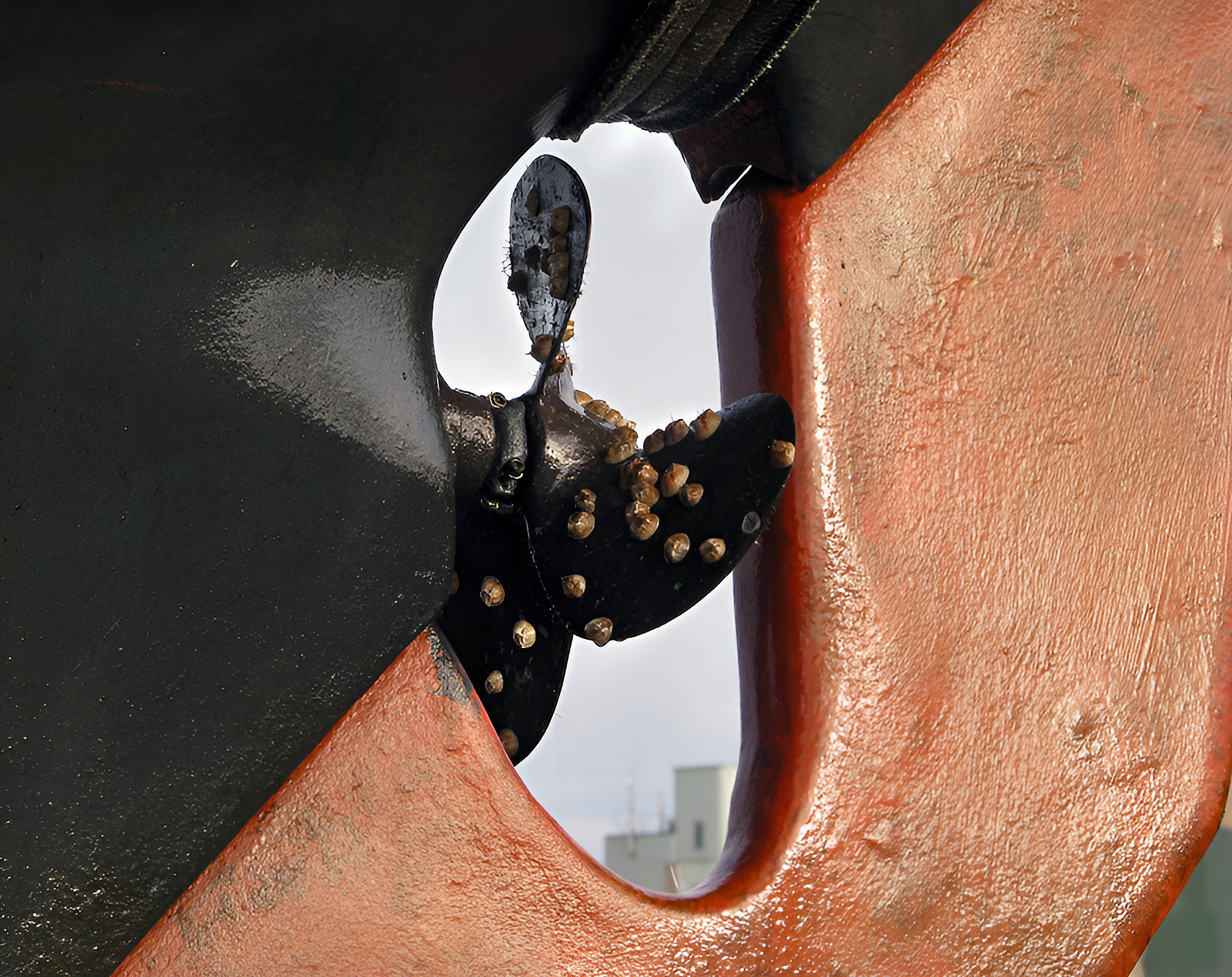
Havstulpaner på en båtpropeller.

Rankfotingar (Cirripedia), är en infraklass inom klassen Maxillopoda bland kräftdjuren. De mest kända rankfotingarna är havstulpaner och långhalsar, men det finns även parasitiska arter. Gruppen innehåller 1480 arter totalt.

## Byggnad och fortplantning
Rankfotingarnas thorax har ursprungligen sex benpar, medan abdomen är reducerad. Benparen (klyvfötterna) är ombildade till så kallade cirri, långa borstförsedda extremiteter som är krökta som en hårlock. De bildar en korg som används för att filtrera födan, men är oanvändbara för förflyttning och saknas helt hos parasitiska former. Kroppen omsluts av en tvåklaffig carapax eller mantel. Många fastsittande former bildar förkalkade plattor i denna.
Ur ägget kläcks en naupliuslarv som ofta stannar en tid inom moderns carapax. Den utvecklas sedan till en metanauplius och därefter till en cyprislarv. Cyprislarven har vissa likheter med en musselkräfta och har fått sitt namn efter musselkräftsläktet Cypris. Cyprislarven uppsöker lämpligt underlag resp. värddjur och sätter sig fast.

## Systematik
Inom klassen Maxillopoda räknas cirripederna och några mindre grupper till underklassen Thecostraca. Cirripedia indelas i tre överordningar:
- Thoracica med havstulpaner och långhalsar. Thoracica indelas traditionellt i Sessilia, havstulpaner, och Pedunculata, långhalsar[4]. Inom viss modern systematik accepteras dock inte Pedunculata, utan Thoracica indelas i fem ordningar: fyra långhalsordningar samt ordningen Sessilia med havstulpanerna.[5]

- Rhizocephala, rotfotingar, med parasitiska former, exempelvis krabbparasiten Sacculina.

- Acrothoracica, en liten grupp med 82 arter. Det är små djur (några mm) som borrar i kalkmaterial såsom skal av mollusker, koraller eller stenar. De använder sina cirri, som skjuter ut ur borrhålet, till att samla in detritus som föda. På Sveriges västkust förekommer Trypetesa lampas,[6] ett cirka 5 mm stort djur som borrar i snäckskal (av t.ex. valthornssnäcka) som bebos av eremitkräftor. Arten har reducerade cirri. Den har gått tillbaka betydligt sedan 1970-talet.

Charles Darwin gjorde omfattande undersökningar av gruppen Cirripedia, som publicerades 1851 och 1854. Darwin valde detta projekt på förslag av sin vän  J. D. Hooker för att grundligt förstå åtminstone en mindre grupp innan han publicerade den mer generella teorin om evolution genom naturligt urval.